# Correo Central
Correo Central è una stazione della linea E della metropolitana di Buenos Aires. Si trova sotto Avenida Leandro N. Alem, nel tratto compreso tra Avenida Corrientes e calle Sarmiento, a pochi metri dal Centro Culturale Kirchner, nel barrio di San Nicolás.
È un'importante stazione di scambio perché permette l'accesso alla stazione di Leandro N. Alem della linea B.

## Storia
La stazione fu inaugurata il 3 giugno 2019, quando fu attivato il segmento Bolívar-Retiro della linea E.

## Interscambi
Nelle vicinanze della stazione effettuano fermata diverse linee di autobus urbani ed interurbani.
- Fermata metropolitana (Leandro N. Alem, linea B)
- Fermata autobus

## Servizi
La stazione dispone di:
- Accessibilità per portatori di handicap
- Ascensori
- Scale mobili
- Biglietteria a sportello
- Biglietteria automatica